# Comment ma mère accoucha de moi durant sa ménopause
Pour plus de détails, voir Fiche technique et Distribution.
Comment ma mère accoucha de moi durant sa ménopause est un film québécois réalisé par Sébastien Rose et sorti en 2003.

## Synopsis
Jean-Charles, 30 ans, habite encore dans la maison familiale et vit dans un monde de femmes entre sa mère en pleine ménopause et sa sœur.

## Fiche technique
- Titre anglophone : How My Mother Gave Birth to Me During Menopause
- Réalisation et scénario : Sébastien Rose
- Photographie : Nicolas Bolduc
- Montage : Dominique Fortin
- Musique : Simon Leclerc
- Direction artistique : Mario Hervieux
- Production :  Max Films Productions, Radio Canada Productions, Société de Développement des Entreprises Culturelles
- Producteurs : Roger Frappier et Luc Vandal
- Lieu de tournage : Montréal
- Date de sortie : 
  - Canada : 7 février 2003

## Distribution
- Micheline Lanctôt : Mère
- Paul Ahmarani : Jean-Charles
- Lucie Laurier : Cassandre
- Sylvie Moreau : Sœur
- Patrick Huard : Rasoir
- Anne-Marie Cadieux : Marlène
- Nicolas Lemire Dorval : Jean-Charles enfant
- Markita Boies : Directrice de thèse
- Pierre Collin : Rocco
- Joseph Antaki : Abdoul

## Nominations et récompenses

### Récompense
- 2004 : Prix Claude-Jutra, un prix spécial de la cérémonie des Prix Génie[1], pour Sébastien Rose

### Nominations
- 2004 : Prix Génie de la meilleure actrice pour Micheline Lanctôt
- 2004 : Prix Génie du meilleur scénario pour Sébastien Rose
- 2004 : Prix Jutra de la meilleure actrice pour Micheline Lanctôt[2]